# Người Na Uy
Người Na Uy (tiếng Na Uy: nordmenn) là một dân tộc tạo nên một quốc gia và có nguồn gốc bản địa Na Uy. Họ có chung nền văn hóa và nói tiếng Na Uy. Người Na Uy và hậu duệ người Na Uy hiện diện ở các cộng đồng di cư trên khắp thế giới, số lượng đáng kể ở Hoa Kỳ, Canada, Australia và Brazil.
Khu vực có số dân đáng kể

## Ngôn ngữ
Tiếng Na Uy là một ngôn ngữ thuộc ngữ tộc Bắc German với xấp xỉ năm triệu người nói, hầu như tất cả đều ở Na Uy. Cũng có một số người nói ở Đan Mạch, Thụy Điển, Đức, Anh Quốc, Tây Ban Nha, Canada và Hoa Kỳ, nơi có cộng đồng người nói tiếng này lớn nhất, với 55.311 người tính đến năm 2000; khoảng một nửa trong số đó sống ở Minnesota (8.060), California (5.865), Washington (5.460), New York (4.200), và Wisconsin (3.520).
Tính đến năm 2006, ở Canada, có 7.710 người nói tiếng Na Uy, trong đó 3.420 định cư ở British Columbia, 1.360 ở Alberta, và 1.145 ở Ontario.